# Correda
Correda is een plaats (frazione) in de Italiaanse gemeente San Pietro al Natisone.